# Rhytiphora posthumeralis
Rhytiphora posthumeralis är en skalbaggsart som beskrevs av Stefan von Breuning 1964. Rhytiphora posthumeralis ingår i släktet Rhytiphora och familjen långhorningar. Inga underarter finns listade i Catalogue of Life.